# Ceratina lucidula
Ceratina lucidula (лат.) — вид пчёл рода Ceratina из семейства Apidae (Xylocopinae).

## Распространение
Южная Америка: Бразилия, Парагвай.

## Описание и этимология
Мелкие пчёлы, длина тела менее 1 см. Тело слабопушенное, буровато-чёрное, металлически блестящее с грубой скульптурой. От близких видов (Ceratina augochloroides) отличается следующими признаками: тело оливково-зелёного металлического цвета; апикальный край наличника, мандибулы, верхняя губа, базальный членик усиков, тегула и ноги медово-жёлтые. Наличник с широкой светло-коричневой полосой по апикальному краю (не менее 1/6 ширины наличника). Вид был впервые описан в 1854 году английским энтомологом Фредериком Смитом (Frederic Smith; 1805—1879).
Биология не исследована.
Вид включён в состав неотропического подрода C. (Ceratinula) Moure, 1941.